# 창녕중학교
창녕중학교(昌寧中學校)는 대한민국 경상남도 창녕군 창녕읍 말흘리에 있는 공립 중학교이다.

## 학교 연혁
- 1945년 10월 1일 : 창녕 중등학원 개교
- 1948년 2월 28일 : 사립 남창초급중학교로 인가
- 1952년 6월 24일 : 창녕중학교로 교명 변경 인가
- 1958년 2월 27일 : 공립 창녕중학교로 학칙 개편
- 2023년 1월 6일 : 제76회 졸업장 수여식 (졸업생 114명, 총 졸업생 15,016명)
- 2023년 3월 2일 : 입학(신입생 113명)
- 2023년 9월 1일 : 제31대 박종태 교장 취임

## 참고 자료
- 창녕중학교 - 한국교육학술정보원 학교알리미